# Elkalyce ruhlianus
Elkalyce ruhlianus är en fjärilsart som beskrevs av Felix Bryk 1946. Elkalyce ruhlianus ingår i släktet Elkalyce och familjen juvelvingar. Inga underarter finns listade i Catalogue of Life.